# La Fueva
La Fueva (en aragonés A Fueva) es un municipio español de la provincia de Huesca, en la comunidad autónoma de Aragón. Perteneciente a la comarca del Sobrarbe, tiene una población de 597 habitantes (INE 2024) y en una superficie de 218,85 km². Su núcleo más poblado es Tierrantona, donde se encuentra la sede del ayuntamiento.

## Núcleos de población
- Alueza
- Aluján
- Arasanz
- Atiart
- Buetas
- Caneto
- Charo
- Clamosa
- El Cotón
- El Mediano
- El Pocino
- El Sotero
- Formigales
- Fosado
- Fuendecampo
- Fumanal
- Humo de Muro
- Humo de Rañín
- Lacabezonada
- La Corona
- La Jantigosa
- La Lecina
- La Mula
- Lapenilla
- La Plana
- Latorre
- Lavilla
- Mediano
- Ministerio
- Moliniás
- Morillo de Monclús
- Muro de Roda
- Pallaruelo de Monclús
- Pamporciello
- Rañín
- Salinas de Trillo
- Samitier
- Samper
- San Juan
- Solanilla
- Solipueyo
- Tierrantona
- Trillo
- Troncedo

## Geografía
Tierrantona es el núcleo principal del municipio (127 habitantes el año 2005), así como la sede del Ayuntamiento de La Fueva. Dicho núcleo se halla enclavado en la desembocadura del río Ussía en el La Nata, río troncal en la vertebración del valle de la Fueva y afluente del Cinca en Banastón (Aínsa-Sobrarbe). La extensión del valle y su orografía poco accidentada hacen que haya sido siempre una comarca muy poblada, aunque formada por lugares pequeños y de pequeñas explotaciones familiares, más que de lugares grandes. Por este motivo muchos de esos lugares (incluyendo aquellos que están hoy en día abandonados) poseen iglesias o capillas propias, lo que da testimonio de la riqueza artística del territorio.

## Historia
El municipio de La Fueva procede de la unión entre los antiguos municipios de Tierrantona y Fuendecampo, producida en el año 1999[cita requerida]. El término de Tierrantona incluía a su vez los antiguos municipios de Clamosa, Morillo de Monclús, Muro de Roda (centrado en El Humo de Muro) y Toledo de Lanata (centrado en San Juan). El nombre del municipio procede directamente del valle de la Fueva, en el que se encuentra. Junto con el municipio sobrarbés de Palo, y Foradada del Toscar (perteneciente a la Ribagorza) forma este «valle» o depresión prepirenaica ubicado a los pies de Sierra Ferrera.
Históricamente, La Fueva había sido una comarca geográfica y políticamente independiente tanto del Sobrarbe como de la Ribagorza, con los que lindaba, pero con el despliegue de la moderna comarcalización de Aragón, vio separadas su parte occidental (con Tierrantona como núcleo principal) y su parte oriental (con Foradada del Toscar como capital), perteneciendo la primera administrativamente a la comarca del Sobrarbe, mientras que la segunda queda adscrita a la Ribagorza. No obstante, la vertiente sobrarbesa del valle tiene una mayor superficie, ya que incluye los municipios de Palo y de La Fueva propiamente dicha.

## Demografía
La Fueva cuenta con una población de 597 habitantes (INE 2024).
| Gráfica de evolución demográfica de La Fueva entre 1970 y 2021 |
| |
| Población de derecho según los censos de población del INE Población de hecho según los censos de población del INEEntre el censo de 1981 y el anterior, crece el término del municipio porque incorpora a 22154 (Mediano) Entre el censo de 1970 y el anterior, aparece este municipio porque se fusionan los municipios 22558 (Clamosa), 22597 (Morillo de Monclús), 22598 (Muro de Roda) y 22642 (Toledo de Lanata) |

## Administración y política
| Período   | Alcalde                   | Partido |  |
| --------- | ------------------------- | ------- |  |
| 1979-1983 | Victoriano Pueyo Sallán   | UCD     |  |
| 1983-1987 | José Ramón Laplana Buetas | PSOE    |  |
| 1987-1991 | José Ramón Laplana Buetas | PSOE    |  |
| 1991-1995 | José Ramón Laplana Buetas | PSOE    |  |
| 1995-1999 | José Ramón Laplana Buetas | PSOE    |  |
| 1999-2003 | José Ramón Laplana Buetas | PSOE    |  |
| 2003-2007 | José Ramón Laplana Buetas | PSOE    |  |
| 2007-2011 | José Ramón Laplana Buetas | PSOE    |  |
| 2011-2015 | José Ramón Laplana Buetas | PSOE    |  |
| 2015-2019 | José Ramón Laplana Buetas | PSOE    |  |

| Partido político    | Partido político                                   | 2003   | 2007   | 2011   | 2015   | 2019   |
| Partido político    | Partido político                                   | Ediles | Ediles | Ediles | Ediles | Ediles |
|                     | Partido de los Socialistas de Aragón (PSOE-Aragón) | 5      | 5      | 5      | 4      | 6      |
|                     | Independientes                                     | —      | —      | —      | 2      | —      |
|                     | Partido Popular de Aragón (PP)                     | —      | 2      | 2      | 1      | 1      |
|                     | Partido Aragonés (PAR)                             | 2      | —      | 0      | —      | —      |
|                     | Chunta Aragonesista (CHA)                          | —      | 0      | —      | —      | —      |
| Total de concejales | Total de concejales                                | 7      | 7      | 7      | 7      | 7      |

## Lengua aragonesa

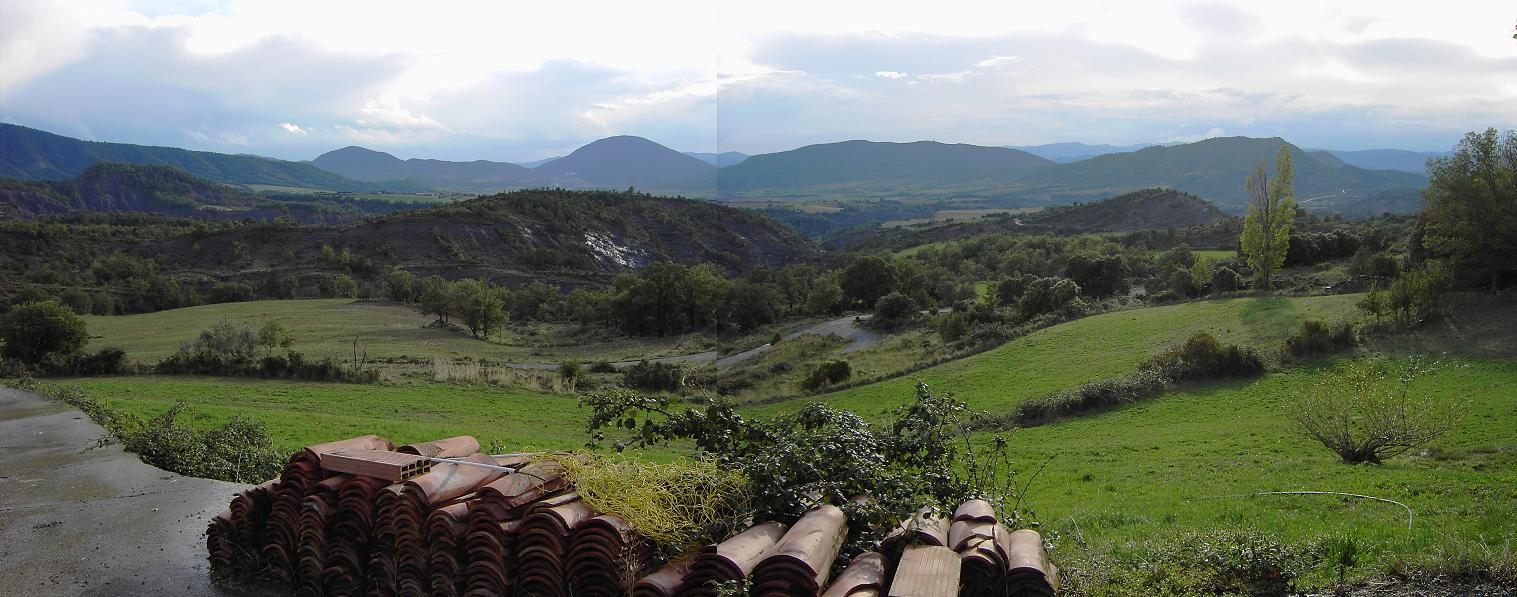
Vista del valle de la Fueva desde el lugar de Lascorz.

El valle de la Fueva tiene un dialecto característico de la lengua aragonesa, llamado fovano, que tiene características similares a las del aragonés de Sobrarbe y algún rasgo oriental como el uso del pasado perifrástico, y que debido al aislamiento en que vivió el valle hasta fechas relativamente avanzadas del siglo XX (sin demasiados accesos por carretera o comercio con el exterior, en comparación con los valles centrales del Sobrarbe), se ha conservado hasta la actualidad de forma lo bastante singular si se tiene en cuenta la ubicación del valle fuera de las zonas correspondientes al Pirineo más abrupto. Actualmente, aún quedan hablantes testimoniales de esta lengua en lugares y aldeas del municipio, por cuyo motivo está considerado como un municipio potencialmente bilingüe en el anteproyecto de Ley de Lenguas de Aragón.

## Monumentos

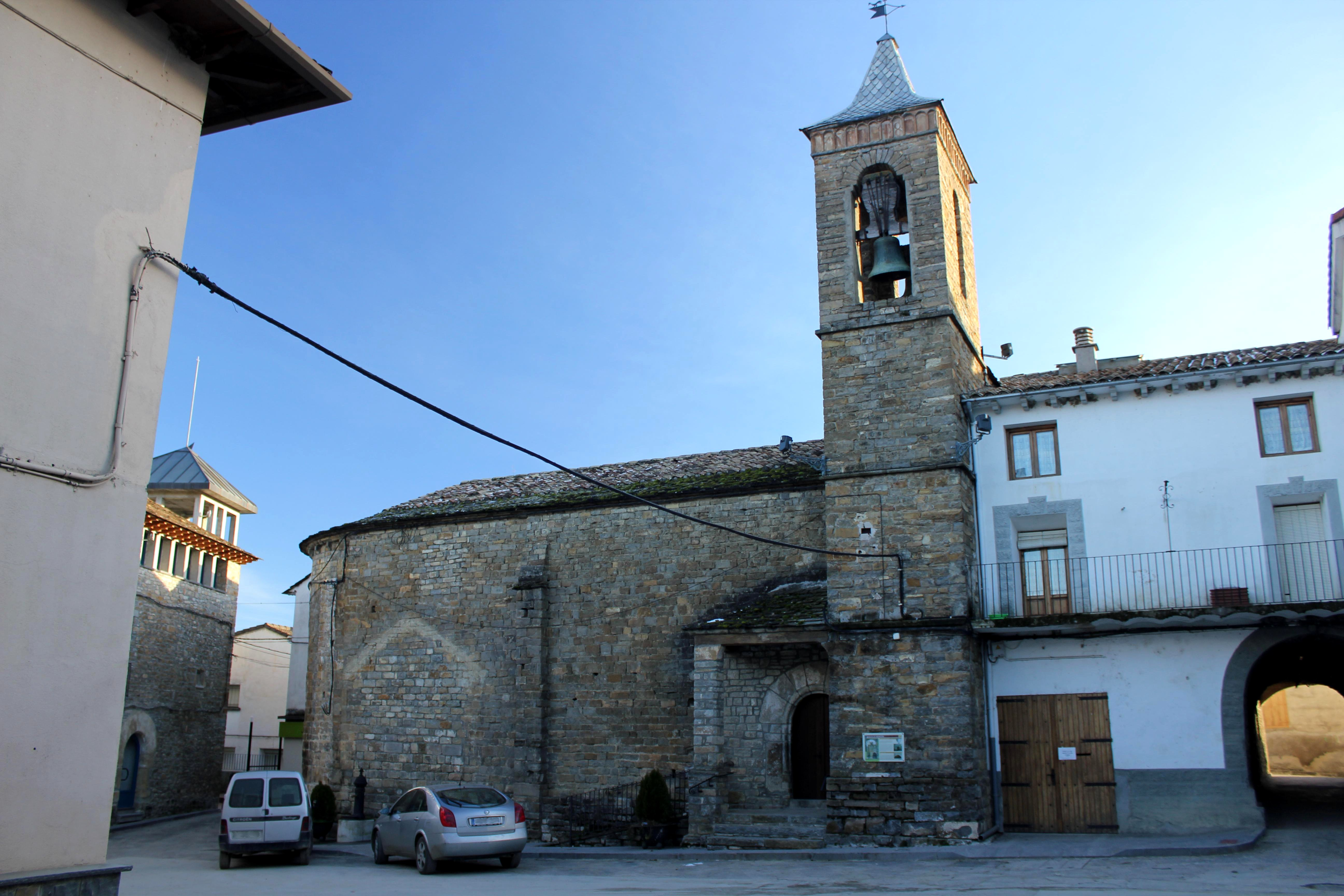
La iglesia de Tierrantona, el núcleo más importante del municipio.

- El Castillo de Troncedo, en el núcleo de Troncedo, construido en el siglo XI.
- La iglesia de estilo románico aragonés de San Juan Bautista, en San Juan de Toledo (lugar antiguamente llamado Toledo de Nata), erigida entre los siglos XI y XII, con pinturas del siglo XVI en su interior, catalogada como Patrimonio Histórico-artístico de Aragón.
- El conjunto histórico-artístico de Muro de Roda (siglo XI), de estilo románico, enclavado en el lugar de Lumo de Muro (antiguamente llamado Muro de Roda como el monumento). Esta fortificación con edificios religiosos fue construida por Sancho Garcés III de Navarra para proteger las fronteras del reino ante los sarracenos, y formaba parte así de la llamada Línea de defensas de Sobrarbe.
- El conjunto de la ermita de San Emeterio y San Celedonio, planteado como edificio defensivo a la vez que religioso, se construyó también en época de Sancho III de Navarra, el Mayor, con una estructura arquitectónica particular, emplazado cerca de las ruinas del castillo de Samitier, que formaba parte de la línea defensiva del Sobrarbe. Las construcciones, adicionalmente, se encuentran emplazadas en un acantilado especialmente espectacular que no hace sino aumentar la belleza del lugar.
- la Ermita de Santa Waldesca de Samitier, ubicada a pocos metros de los edificios anteriores, que fue construida durante el siglo XVI.
- el Oratorio de San Juan, en Lumo de Rañín, un templo del siglo XII, formado por una nave con un ábside rectangular.

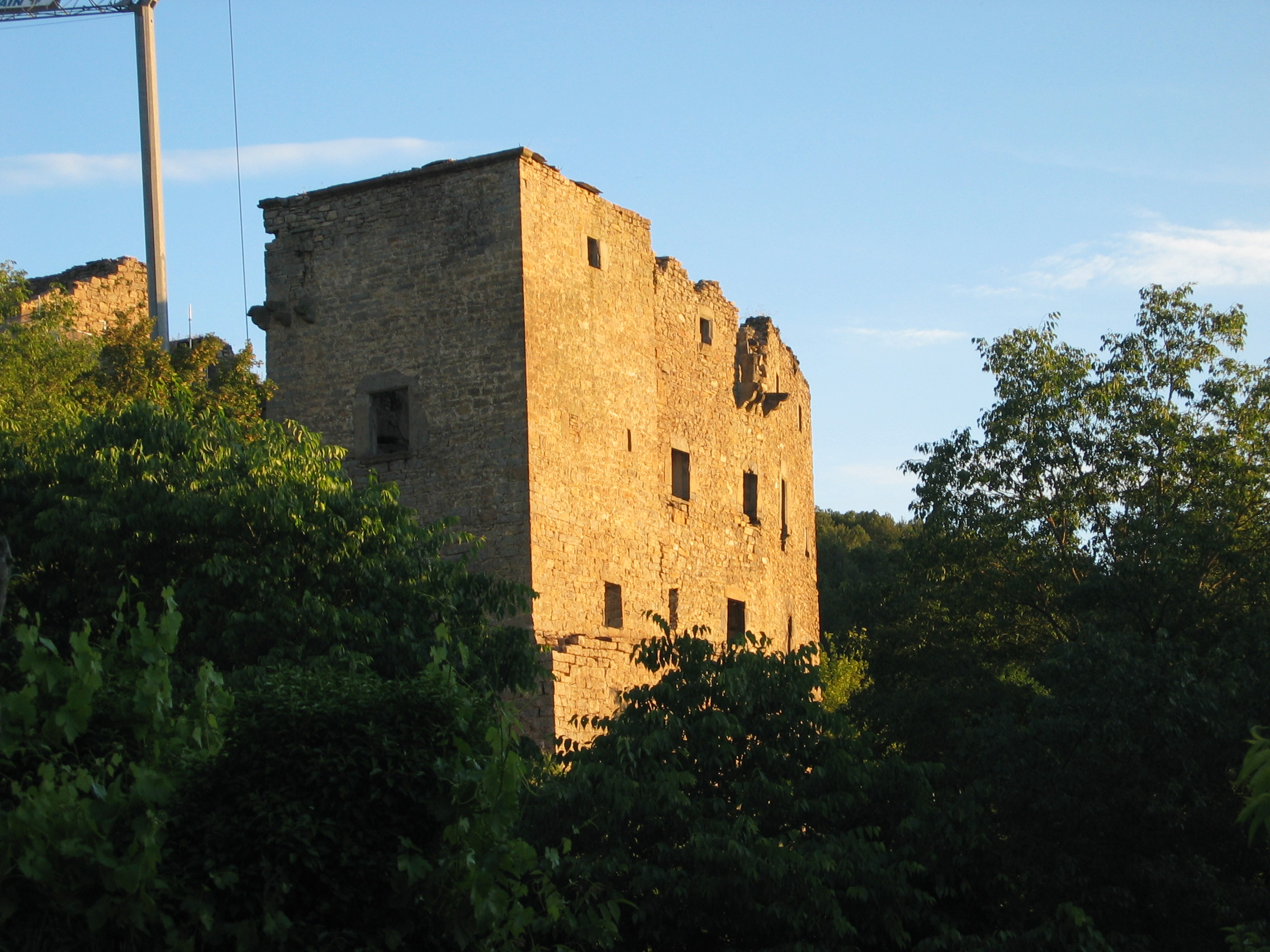
Fachada noroeste del Palacio del Barón de Pallaruelo en Formigales.

- Los antiguos casales fortificados pertenecientes a las familias de Solán y Fantova, familias infanzonas de Lumo de Rañín, ambos edificios del siglo XVI.
- El Casal de Arasanz, otra vivienda con estructuras defensivas perteneciente igualmente a otra familia infanzona del siglo XVI.
- El casal fortificado de los Mur, en Aluján, de finales del siglo XVI.
- El lugar de Mediano, actualmente anegado por las aguas del embalse de Mediano. Durante las sequías pronunciadas, todavía puede verse el campanario de la iglesia del lugar emergiendo bajo las aguas del embalse.
- El Palacio del Barón de Pallaruelo en Formigales, cuyo elemento más antiguo es una torre del siglo XI, a la que se añadió un singular palacio en el siglo XVI.